# Scopula sentinaria
Scopula sentinaria là một loài bướm đêm trong họ Geometridae.